# Best Western
Best Western Hotels & Resorts – международная гостиничная сеть, которая объединяет более чем 4700 отелей в более чем 100 странах. Франшиза со штаб-квартирой в Финиксе, штат Аризона.

## История
Бренд был основан в США Мерил Ки Гертеном в 1946 году. В 1964 году к сети присоединились канадские владельцы отелей. В 1976 году Best Western расширила свое присутствие на Мексику, Австралию и Новую Зеландию. В 2002 году отели появились в Европе и Азии.
Название Best Western произошло от того, что большинство отелей в начале деятельности компании находились к западу от реки Миссисипи в Соединенных Штатах.
К 1962 году Best Western имела единственную службу бронирования гостиниц, охватывающую все Соединенные Штаты, а в 1963 году была крупнейшим брендом мотелей в отрасли с 699 объектами недвижимости и 35 201 номером.
В 1964 году Best Western начала расширение на восток от Миссисипи под брендом Best Eastern. К 1967 году название «Best Eastern» было отменено, и все мотели от побережья до побережья получили название Best Western. Этот шаг позволил к 1970-м годам превратить и без того успешный маркетинговый бренд в «Крупнейшую в мире сеть отелей», каковой она являлась на тот момент.
Best Western приобрела WorldHotels в феврале 2019 года, добавив к своему бренду около 360 дополнительных отелей и 81 248 номеров. После этого приобретения была образована BWH Hotel Group как материнская компания Best Western и WorldHotels.
В Европе Best Western начала свою деятельность в 1978 году, когда Interchange Hotels of the United Kingdom, состоящая из независимых отельеров в ключевых городах Великобритании, решила вести бизнес под брендом Best Western United Kingdom, фактически став британским филиалом Best Western. Сейчас в Великобритании насчитывается более 260 отелей Best Western.
В Австралии и Новой Зеландии компания появилась в 1981 году, когда Homestead Motor Inns of Australia присоединилась к Best Western. В настоящее время Best Western Australia включает 205 отелей (11 в Новой Зеландии и 194 в Австралии).
В 2013 году Best Western International объявила, что возьмет на себя управление первым отелем в Азии - Green Hill в Янгоне, Мьянма.

## Бренды
С 2014 года BWH создал 12 новых собственных брендов, доведя их количество до 15-ти. В феврале 2019 года компания купила коллекцией WorldHotels из четырех брендов - Luxury, Elite, Distinctive и Crafted.

## В России и странах СНГ
На постсоветском пространстве Best Western Hotels & Resorts открыл свой первый отель в 2010 году – Best Western Sevastopol Hotel в Севастополе.
В России сеть появилась в 2011 году с открытия отеля Best Western Vega Hotel & Convention Centre в Москве. Этот отель, изначально построенный к Олимпиаде 1980 года и реконструированный в 2007 году, стал крупнейшим в сети Best Western с 970 номерами.
Позднее российская сеть пополнилась такими отелями как Best Western Art Hotel Nikolaevsky Posad в Суздале (2012 год),  Best Western Russian Manchester Hotel в Иваново (2013),  Best Western Kaluga Hotel в Калуге (2014), Best Western Plus Centre Hotel в Санкт-Петербурге (2016) и Vertical Boutique, BW Signature Collection в Москве (2021).
Кроме того, Best Western присутствует в других странах бывшего СССР. В 2011 году был открыт Best Western Plus Flowers Hotel в столице Молдовы - Кишиневе. В 2013 году первый отель сети появился в Казахстане - Best Western Plus Atakent Park Hotel (Алматы). А в 2014 году – первый отель в Грузии – Best Western Tbilisi Art Hotel в Тбилиси.
В 2025 году в Батуми началось строительство Grand Life WorldHotels Luxury.